# Jessica Szohr
Jessica Karen Szohr (Menomonee Falls, 31 de Março de 1985) é uma atriz norte-americana. Fez várias participações em séries de TV até alcançar o sucesso como Vanessa Abrams, na série de TV Gossip Girl da The CW. 
Em maio de 2011, foi anunciado que Jessica não voltaria para a quinta temporada de Gossip Girl, junto com Taylor Momsen.

## Biografia
Szohr nasceu em Menomonee Falls, no Wisconsin, um lugar que ela descreveu como uma "pequena cidade voltada para a família". Ela é de origem húngara e afro-americana. A mais velho de cinco filhos (Megan, Danielle, Nick e Sadie), ela jogou futebol, serviu no conselho estudantil e fazia parte da equipe de líderes de torcida na escola. Ela começou uma empresa de limpeza com um amigo, limpando as casas de seus professores.

## Vida pessoal
Jessica namorou desde 2008 com seu colega Ed Westwick, mas ele resolveu terminar o namoro em abril de 2010 após descobrir que ela teria o traído na sua festa de aniversário com um dos melhores amigos dele o repórter do New York Post, Marco Minuto, enquanto Ed estava a trabalho em Londres.. 

## Filmografia

### Cinema
| Ano  | Título original               | Personagem     |
| ---- | ----------------------------- | -------------- |
| 2003 | Uncle Nino                    | The MC         |
| 2005 | The Reading Room              | Dayva          |
| 2007 | Somebody Help Me              | Nicole         |
| 2009 | Fired Up!                     | Kara           |
| 2010 | Piranha 3D                    | Kelly Driscoll |
| 2011 | Love, Wedding, Marriage       | Shelly         |
| 2011 | I Don't Know How She Does It  | Nanny          |
| 2011 | Tower Heist                   | Sasha Gibbs    |
| 2012 | Hirokin                       | Orange         |
| 2012 | Piranha 3DD                   | Kelly Driscoll |
| 2012 | Art Machine                   | Cassandra Moon |
| 2012 | Love Bite                     | Juliana        |
| 2013 | Pawn                          | Bonnie         |
| 2013 | The Internship                | Marielena      |
| 2013 | Brightest Star                | Lita Markovic  |
| 2014 | Lucky in Love                 | Mira Simon     |
| 2014 | House at the End of the Drive | Krista         |
| 2014 | 10 Cent Pistol                | Chelsea        |
| 2014 | Two Night Stand               | Faiza          |
| 2015 | Club Life                     | Tanya          |
| 2015 | Ted 2                         | Allison        |
| 2020 | Clover                        | Angie          |

### Televisão
| Ano           | Título                | Personagem                                 | Episódios    |
| ------------- | --------------------- | ------------------------------------------ | ------------ |
| 2003          | My Wife and Kids      | Dee-Jay                                    | S03E25       |
| 2004          | What I Like About You | Liz                                        | S02E16       |
| 2004          | Drake & Josh          | Christina                                  | S01E04       |
| 2004          | Joan of Arcadia       | Nikki                                      | S01E16       |
| 2005          | That's So Raven'      | Jordache Hilltopper                        | S03E09       |
| 2007          | What About Brian      | Laura                                      | 6 episódios  |
| 2007          | CSI: Miami            | Samantha Barrish                           | 3 episódios  |
| 2007-2012     | Gossip Girl           | Vanessa Abrams                             | 82 episódios |
| 2010          | The City              | Ela mesma                                  | S02E05       |
| 2012          | Punk'd                | Ela mesma                                  | S09E03       |
| 2013          | Men at Work           | Jenny                                      | S02E09       |
| 2015          | Complications         | Gretchen Polk                              | 10 episódios |
| 2015          | Kingdom               | Laura Melvin                               | 5 episódios  |
| 2015          | CSI: Cyber            | Carmen Lopez / Blaze / Det. April Castilla | S02E06       |
| 2017          | Twin Peaks            | Renee                                      | 3 episódios  |
| 2017-2018     | Shameless             | Nessa                                      | 8 episódios  |
| 2019-presente | The Orville           | Talla Keyali                               | 23 episódios |

### Videoclipes
| Ano  | Título              | Artista(s)                                        |
| ---- | ------------------- | ------------------------------------------------- |
| 2007 | "Best Days"         | Matt White                                        |
| 2007 | "Over You"          | Daughtry                                          |
| 2011 | "Sunday"            | Hurts                                             |
| 2013 | "22"                | Taylor Swift                                      |
| 2014 | "Already Home"      | A Great Big World                                 |
| 2016 | "Where's the Love?" | The Black Eyed Peas com participação de The World |